# Marta Padovan
Conxita Alà i Miquel, coneguda amb el nom artístic de Marta Padovan (Poblenou, Barcelona, 1938 - 29 de setembre de 2019), fou una actriu catalana de teatre, televisió, cinema i doblatge. De jove va estudiar la carrera de piano al Conservatori Municipal de Barcelona i va iniciar-se al cinema a finals de la dècada del 50. Va actuar en títols com Los desamparados, ¿Dónde vas, triste de ti? o Fanny Pelopaja. També va participar en Orígens, l'any 2000, i a la pel·lícula per a la televisió L'estratègia del cucut, el 2001.
La seva popularitat va créixer amb actuacions televisives a partir de la dècada del 1980 com Marta sempre, Marta tothora, que va protagonitzar, o De professió: A.P.I. També va treballar a Pedralbes Centre, Mar de fons i Laura. I destaquen els seus papers a Majoria absoluta i Nissaga de poder (on feia d'Assumpció). En el món del doblatge, va fer-se popular per posar la veu a la protagonista de la sèrie estatunidenca Roseanne. També va participar en el doblatge del film Bonnie i Clyde i de les sèries S'ha escrit un crim, Bonanza i Yū yū hakusho. Va arribar a ser directora de doblatge, per exemple, de la sèrie Nip/Tuck i la pel·lícula Mr Brooks.
També va actuar al teatre a partir de la dècada del 1960 i durant la del 1970 va tenir companyia de teatre pròpia.

## Obres

### Teatre
- 1961: Una noche deliciosa, de Jacques Deval, con Alejandro Ulloa.
- 1963: Blas de Claude Magnier. Direcció de Josep Maria Loperena. Estrenada al Teatre Candilejas de Barcelona
- 1965: El paraguas y el sombrero d'Agustín de Quinto. Estrenada al Teatre Windsor, de Barcelona
- 1961: Una noche deliciosa de Jacques Deval, amb Alejandro Ulloa. Estrenada al Teatre Windsor, de Barcelona
- 1966: Un elefante blanco de Xavier Regàs. Estrenada al Teatre Windsor de Barcelona
- 1967: Un cop a la setmana. Estrenada al Teatre Romea de Barcelona
- 1969: Una noia de bosc de Joaquim Muntañola. Estrenada al Teatre Romea de Barcelona
- 1971: Domesticar a una mujer d'Alfonso Paso. Estrenada a Cafè-teatre Gaslight de Barcelona
- 1971: No muerdas la manzana del prójimo de Rafael Richart. Estrenada al Martin's Cafè-teatre de Barcelona
- 1973: Macbett d'Eugène Ionesco. Estrenada al Teatre Moratín de Barcelona
- 1974: ¿Qué pasa en la alcoba?, d'Alfonso Paso. Direcció: Antoni Chic. Estrenada a Cafè-teatre Gaslight de Barcelona
- 1976: Dónde duermen dos...¿Duermen tres!. Teatre Romea, de Barcelona
- 1986: Pel davant i pel darrera de Michael Frayn. Direcció d'Alexander Herold. Estrenada al Teatre Condal de Barcelona

### Cinema
- 1958: La muralla. Director: Luis Lucia
- 1959: Las locuras de Bárbara
- 1960: ¿Dónde vas triste de tí?. Director: Alfonso Balcázar
- 1960: Los abanderados de la providencia. Director: José Luis Pérez de Rozas
- 1960: Tu marido nos engaña. Director: Miguel Iglesias
- 1960: Los desamparados. Director: Antonio Santillán
- 1960: Amor bajo cero. Director: Ricardo Blasco
- 1960: Hay alguien detrás de la puerta. Director: Tulio Demicheli
- 1961: La cuarta carabela. Director: Miguel Martín
- 1962: Escuela de seductoras. Director: León Klimovsky
- 1963: Senda torcida. Director: Antonio Santillán
- 1963: El diablo en vacaciones. Director: José María Elorrieta
- 1976: Trampa mortal. Director: Tobe Hooper
- 1984: Fanny Pelopaja. Director: Vicente Aranda
- 2001: L'estratègia del cucut. Directora: Sílvia Quer

### Televisió
- 1980: Mare i fill, societat limitada
- 1985: Marta sempre, Marta tothora. Realitzador: Antoni Chic
- 1988: De professió: A.P.I.
- 1995: Pedralbes Centre[6]
- 1996: Nissaga de poder[7]
- 2002-2004: Majoria absoluta
- 2006: Mar de fons